# Suzanna Sablairolles
Suzanna Nannette (Suze) Sablairolles (Middelburg, 13 januari 1829 — Amsterdam, 13 januari 1867) was een Nederlands toneelspeelster. Aanvankelijk trad ze op in kindrollen. Later zou ze zich vooral specialiseren in vaudeville, komedie en klucht. Ze was de lieveling van het publiek.
Ze had een relatie met de toneelspeler Pierre August Morin (1819-1895), van wie ze vier kinderen kreeg. Ze overleed op haar 38e verjaardag in het kraambed en werd begraven op de (oude) Oosterbegraafplaats. In datzelfde jaar werd bij haar graf een monument geplaatst nadat daartoe geld was ingezameld. Het grafmonument werd in 1901 overgebracht naar de Nieuwe Oosterbegraafplaats.
Dochter Marie Sablairolles werd zangeres te Brussel. 